# Friedrich Heuck
Friedrich H. W. Heuck (* 20. Januar 1921 in Glogau; † 13. Dezember 2019) war ein deutscher Arzt und Hochschullehrer.

## Leben
Heuck studierte in Berlin, Danzig, Innsbruck und Wien Medizin und begann anschließend 1947 als Assistenzarzt in der Röntgen- und Strahlenabteilung der chirurgischen Universitätsklinik in Kiel zu arbeiten. 1951 übernahm er die Leitung der Röntgenabteilung der Universitätsklinik Kiel. Heuck habilitierte sich 1957 mit einer Arbeit über Streifenatelektasen der Lunge. 1964 wechselte Heuck als Ärztlicher Direktor an das Zentrale Röntgeninstitut am Katharinenhospital Stuttgart.
Heuck war Mitbegründer der Deutschen Gesellschaft für Osteologie, der Gesellschaft für Biomedizinische Technik und der Deutschen Gesellschaft für Muskuloskelettale Radiologie.

## Publikationen (Auswahl)

### Autor
- Die Streifenatelektasen der Lunge. Thieme, 1959.
- mit Uwe Faust: Tätigkeitsbericht 1969 [neunzehnhundertneunundsechzig] bis 1985, Institut für Biomedizinische Technik, Stuttgart. Stuttgart : Inst. für Biomed. Technik, 1986.
- International Skeletal Society, book of members. Springer, 1989.
- Peripheres Skelett. Thieme, 1994.
- Radiologische Analyse des Knochens. Springer, 2005.

### Herausgeberschaft
- mit Lasse Ala-Ketola: Röntgendiagnostik des Urogenitalsystems. Teil 2: Weibliches Genitale. Springer, 1980.
- Radiological functional analysis of the vascular system : contrast media – methods – results. Springer, 1983.
- Fortschritte der Osteologie in Diagnostik und Therapie : genetische Knochenerkrankungen, primäre Knochentumoren, Prothesenforschung. Springer, 1988.
- Forschung mit Röntgenstrahlen : Bilanz eines Jahrhunderts (1895–1995). Springer, 1995.
- mit Gerhard Alzen: Radiologische Fachgutachten. Springer, 1999.